# Мосьянов, Игорь Иванович
Игорь Иванович Мосьянов (род. 11 мая 1968) — советский и российский футболист, полузащитник, нападающий.
Воспитанник футбольной школы «Факел» Воронеж, первый тренер В. А. Мануйлов. В первенстве СССР играл за команды низших лиг «Атом» Нововоронеж (1986), «Химик» Семилуки (1988), «Факел» (1989), «Араз» Нахичевань (1989—1990), «Горняк» Хромтау (1991).
В 1992 году за «Горняк» играл в чемпионате Казахстана. 1993 год начал в российском любительском клубе «Видеофон» Воронеж, затем перешёл в команду чемпионата Казахстана «Актюбинец» Актюбинск. По ходу 1994 года перешёл в клуб КФК «Локомотив» Лиски. В 1995 году уехал в клуб первого норвежского дивизиона (D2) «Столкамератене» Му-и-Рана, за который уже к тому времени выступали его одноклубники по «Горняку» Андрей Ефремов и Евгений Сорокин. В отличие от соотечественников, оставшихся в Норвегии, Мосьянов в том же году вернулся в «Лиски», где в следующем году завершил профессиональную карьеру. В дальнейшем играл за «Газовик» Острогожск.